# Rap das armas
Rap das armas (port. rep o oružju) pesma je koja je postala veoma popularna u Brazilu zahvaljujući filmu Elitna jedinica (Tropa de Elite). Međutim, u pitanju je zapravo holandski remiks istoimene pesme sa albuma Funk Brasil. Original je slušan početkom devedesetih, dok je savremena verzija izmenjena kako bi manje izgledala kao socijalni protest. Original, kako je aranžiran, zvuči tako tako.
Pesma govori o specijalnoj jedinici policije koja svakodnevno upada u favele da bi hapsila narko-dilere, zatim o oružju koje je popularno među dilerima kao i o sukobima između dilera i policije. Pesmu izvode MC Sidinjo i MC Doka, dvoje pratilaca proibidão stila (pesme koje su zakonski zabranjene zbog veličanja kriminalnih aktivnosti). Stoga ova pesma, uprkos velikoj popularnosti, nikada nije puštena na nekoj brazilskoj radio-stanici, dok je nakon dve sedmice izbačena je sa filmskog kompakt-diska. Motiv je u tome što tekst promoviše drogu, kriminalne grupacije u Riji De Žaneiru, kao i narko-dilere.

## Spoljašnje veze
- Rap das armas на веб-сајту